# Kentucky Derby 1909
Kentucky Derby 1909 var den trettiofemte upplagan av Kentucky Derby. Löpet reds den 3 maj 1909 över 1 1⁄4 miles (2 012 m). Löpet vanns av Wintergreen som reds av Vincent Powers och tränades av Charles Mack.
Förstapriset i löpet var 4 850 dollar. Tio hästar deltog i löpet efter att T.M. Green, Ada Meade och Woolwinder strukits innan löpet.

## Resultat
| P  | S  | Häst           | Jockey              | Tränare          | Ägare                 | Tid     |
| -- | -- | -------------- | ------------------- | ---------------- | --------------------- | ------- |
| 1  | 6  | Wintergreen    | Vincent Powers      | Charles Mack     | Jerome B. Respess     | 2:08.20 |
| 2  | 1  | Miami          | Carroll H. Shilling | W. L. Lewis      | Johnson N. Camden Jr. |         |
| 3  | 3  | Dr. Barkley    | Stanley B. Page     | Walter Grater    | Lee Smitha            |         |
| 4  | 9  | Sir Catesby    | Sam Heidel          | Thomas P. Hayes  | Thomas P. Hayes       |         |
| 5  | 7  | Friend Harry   | Phil Musgrave       | G. C. Baker      | Edward Alvey          |         |
| 6  | 5  | Direct         | A. Walsh            | William J. Young | William J. Young      |         |
| 7  | 8  | Michael Angelo | George Taplin       | John Walters     | George M. Hendrie     |         |
| 8  | 10 | Warfield       | Dale Austin         | William J. Young | Joseph H. Lesch       |         |
| 9  | 2  | Campeon        | Matt McGee          | Peter W. Coyne   | George J. Long        |         |
| 10 | 4  | Match Me       | James Lee           | A. J. Gorey      | A. J. Gorey           |         |

Segrande uppfödare: Jerome B. Respess; (OH)